# Musa Muhammed
Musa Muhammed Shehu (sinh 31 tháng 10 năm 1996) là một cầu thủ bóng đá Nigeria thi đấu cho câu lạc bộ Bulgarian First League Lokomotiv Plovdiv mượn từ câu lạc bộ Thổ Nhĩ Kỳ İstanbul Başakşehir ở vị trí hậu vệ.

## Sự nghiệp câu lạc bộ
Sinh ra ở Kano, Muhammed từng thi đấu cho İstanbul Başakşehir.
Ngày 3 tháng 2 năm 2017, Muhammed ký hợp đồng với Željezničar Sarajevo.
Ngày 7 tháng 9 năm 2017, Muhammed được cho mượn đến câu lạc bộ ở Bulgarian First League Lokomotiv Plovdiv. Anh gia nhập lại İstanbul Başakşehir vào tháng 1 năm 2018.

## Sự nghiệp quốc tế
Anh ra mắt quốc tế cho Nigeria năm 2016, và được chọn vào đội tuyển 35 người sơ khảo của Nigeria cho Thế vận hội Mùa hè 2016.